# Zasjeda
Zasjeda je izraz za (vojnu) taktiku iznenadnog napada na osobu, životinje ili više njih koji se izvodi sa skrivenog i unaprijed zauzetog položaja. U biologiji se za grabežljivce koji svoj plijen nastoje uhvatiti na taj način koristi izraz grabežljivci iz zasjede.
U užem smislu se pod time podrazumijeva vojna taktika u kojoj se neprijatelja, koji je u pravilu u pokretu, napada sa skrivenih položaja. Glavni cilj postavljanja zasjede jest što je moguće više smanjiti vidljivost vlastitih snaga kako bi se prilikom napada postigao efekt iznenađenja, odnosno izazvala panika ili konfuzija u njegovim redovima te tako spriječilo prikladna reakcija i ućikovito pružanje otpora.
Zasjede predstavljaju jedan od najstarijih oblika vojne taktike koji se razvio od metoda prapovijesnog lova. Obično se njihova primjena veže uz gerilsku strategiju, ali su ih povijesti primjenjivale i redovne vojske kao dio tzv. konvencionalnog ratovanja. Tradicionalno se vežu uz kopneno ratovanje, iako postoje primjeri uspješnih zasjeda u pomorskom i zračnom ratovanju.
Zasjeda je taktika koju često izvode i pobunjeničke snage kao što su gerilci i partizani tijekom asimetričnog ratovanja.